# NAPA 200 (Craftsman Truck Series)
Das NAPA 200 war ein Autorennen der NASCAR Craftsman Truck Series, welches von 1995 bis 1997 im Tucson Raceway Park in Tucson, Arizona ausgetragen wurde. In keiner anderen der drei Top-Divisionen der NASCAR wurden jemals Rennen auf dieser Strecke ausgetragen. 
Bei der ersten Austragung im Jahre 1995 lief das Rennen unter dem Namen Racing Champions 200. Ron Hornaday junior gewann das Rennen, Zweiter wurde P. J. Jones, der zwischenzeitlich drei Runden Rückstand hatte und sich im Laufe des Rennens nach vorne kämpfte. Der spätere Champion Mike Skinner fiel aus. Es sollte sein einziger Ausfall in der Saison 1995 bleiben. Im Rennen gab es zum ersten Mal in der Geschichte der NASCAR ein „Green-White-Checkered-Finish“, was heißt, dass es erstmals eine Rennverlängerung gab. Diese Regel gab es vor der Gründung der Craftsman Truck Series in keiner anderen Serie der NASCAR.
In der Saison 1996 gewann Mike Skinner das Rennen, 1997 im dritten und letzten Rennen war es wieder Ron Hornaday Jr., der als Erster die Ziellinie überquerte.

## Sieger
- 1995: Ron Hornaday junior
- 1996: Mike Skinner
- 1997: Ron Hornaday junior